# SVT-40
L'SVT-40 (in russo Самозарядная винтовка Токарева, образец 1940 года?, Samozarjadnaja Vintovka Tokareva, obrazec 1940 goda, "fucile autocaricante Tokarev modello 1940") è un fucile semiautomatico utilizzato dall'Armata Rossa durante la Seconda Guerra mondiale. L'intenzione era quella di farne il nuovo fucile d'ordinanza dell'esercito sovietico, ma l'invasione tedesca del 1941 e lo scarso numero di esemplari presenti costrinse gli alti comandi a tornare all'uso del vecchio Mosin-Nagant. Dopo la guerra il modello venne ignorato in favore dei più affidabili e moderni SKS e AK-47.

## Storia

### Sviluppo - il SVT-38

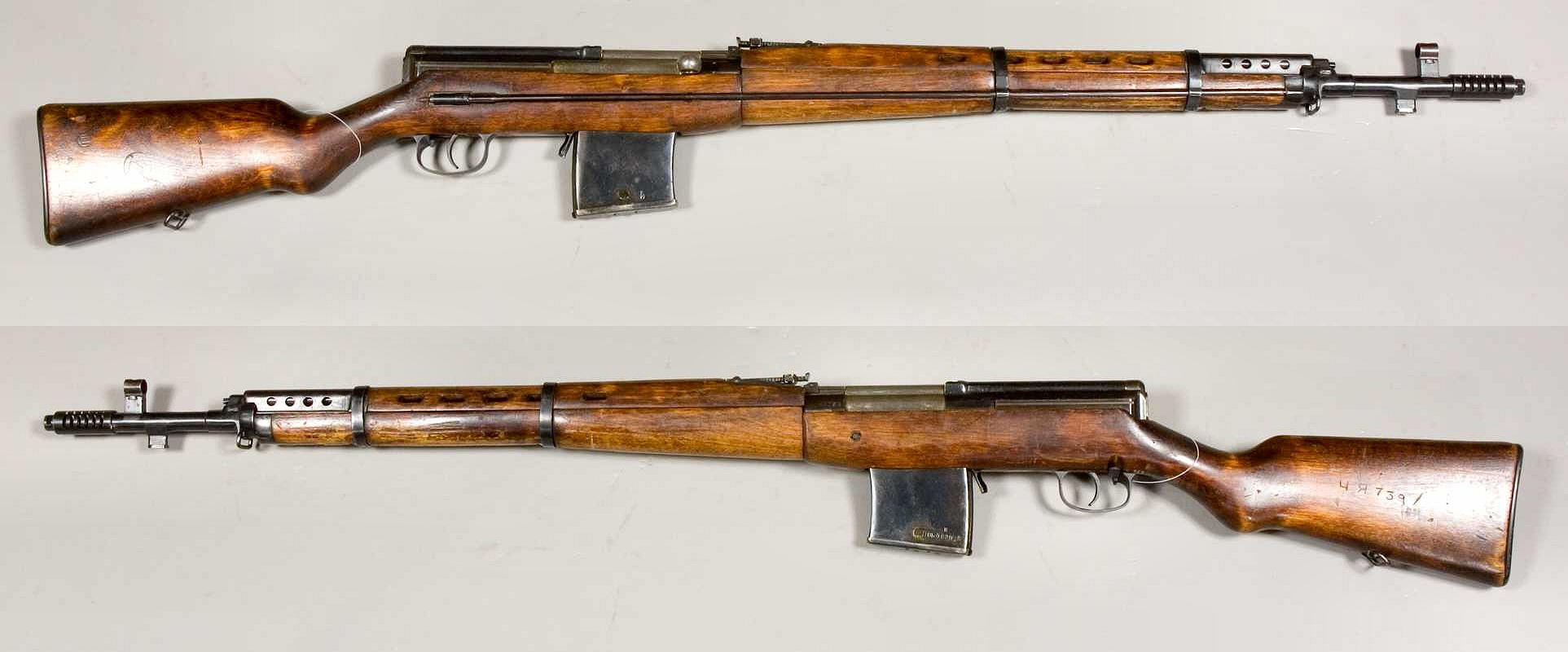
SVT-38

Negli anni '30 del XX secolo molte nazioni stavano sviluppando fucili semiautomatici, che apparivano come la soluzione ideale per aumentare la potenza di fuoco dei loro eserciti pur mantenendo le medesime munizioni già utilizzate dai fucili d'ordinanza a ripetizione e dalle mitragliatrici.
Il progetto per un nuovo fucile per l'Armata Rossa venne fuori negli anni '30 quando Fëdor Tokarev iniziò a lavorare un fucile semiautomatico operato a gas. Stalin mostrò un grande interesse per i fucili semiautomatici e nel 1935 venne bandito un concorso per scegliere il nuovo fucile. Uscì vincitore Sergei Gavrilovich Simonov, e la sua arma venne ufficialmente messa in servizio nel 1936 con la designazione AVS-36 e se ne iniziò la produzione in serie.
Tuttavia, i problemi di affidabilità del nuovo fucile divennero presto evidenti e un nuovo concorso venne bandito. Stavolta venne scelto il fucile di Tokarev, e la produzione cominciò con la designazione SVT-38. La produzione cominciò a Tula nel luglio 1939 (alla Izhmash solo qualche mese più tardi).
L'SVT-38 era un fucile semiautomatico operato a gas tramite pistone a corsa corta. Fu una delle prime armi ad utilizzare questa configurazione; tuttavia la paternità di questo principio è molto discussa, dato che la configurazione dell'SVT (così come compare nel prototipo del 1935) è molto simile al progetto di Dieudonné Saive del 1937 (Saive progettò quello che sarebbe poi divenuto il FAL, che utilizza proprio tale principio di funzionamento).
Le armi sovietiche erano generalmente costruite in maniera solida e semplice, rivolte ad utenti poco esperti e sommariamente addestrati. L'SVT-38, al contrario, era stato costruito attorno all'idea di ridurre al minimo il peso dell'arma rendendo così la meccanica troppo delicata rispetto alle violente sollecitazioni imposte dal calibro d'ordinanza. I meccanismi interni, inoltre erano ben più complicati di quelli del fucile a ripetizione manuale Mosin-Nagant 1891/30 e il fucile era molto “esigente” in quanto a pulizia, portando spesso ad inceppamenti senza una manutenzione costante. Una caratteristica estetica peculiare del SVT-38 era la bacchetta di pulizia inserita nella calciatura all'esterno, tramite la fascetta centrale e un fermo metallico.
L'otturatore poteva essere aperto tramite la leva di armamento sul lato destro dell'arma ed era quindi possibile riempire il caricatore tramite le clip del fucile Mosin-Nagant. Caratteristiche innovative per l'epoca furono la presa di gas regolabile, il freno di bocca e gli attacchi per ottica ricavati dal pieno del castello (simile a quanto poi si vedrà nel Dragunov). La variante da tiratore scelto presentava gli attacchi per l'ottica montati in modo da poter comunque utilizzare gli organi di mira metallici, se necessario; l'ottica impiegata era una variante della PU da Mosin-Nagant, con 3,5 ingrandimenti e focale ridotta.

### Verso l'SVT-40

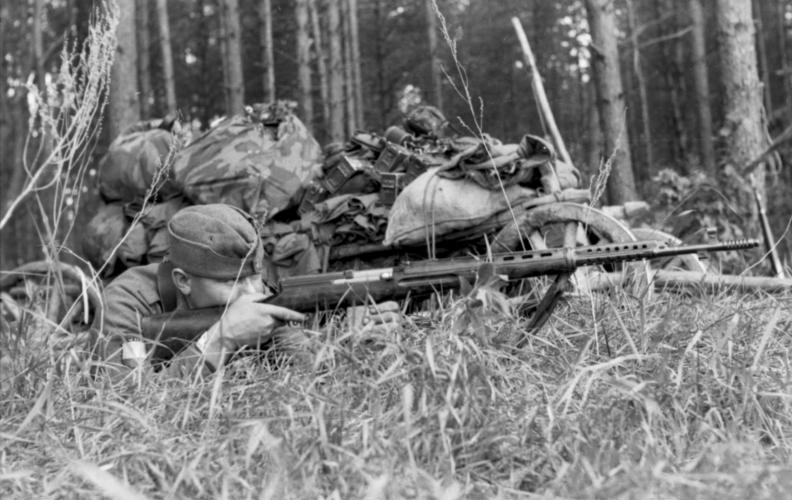
Soldato tedesco armato di un SVT-40 catturato.

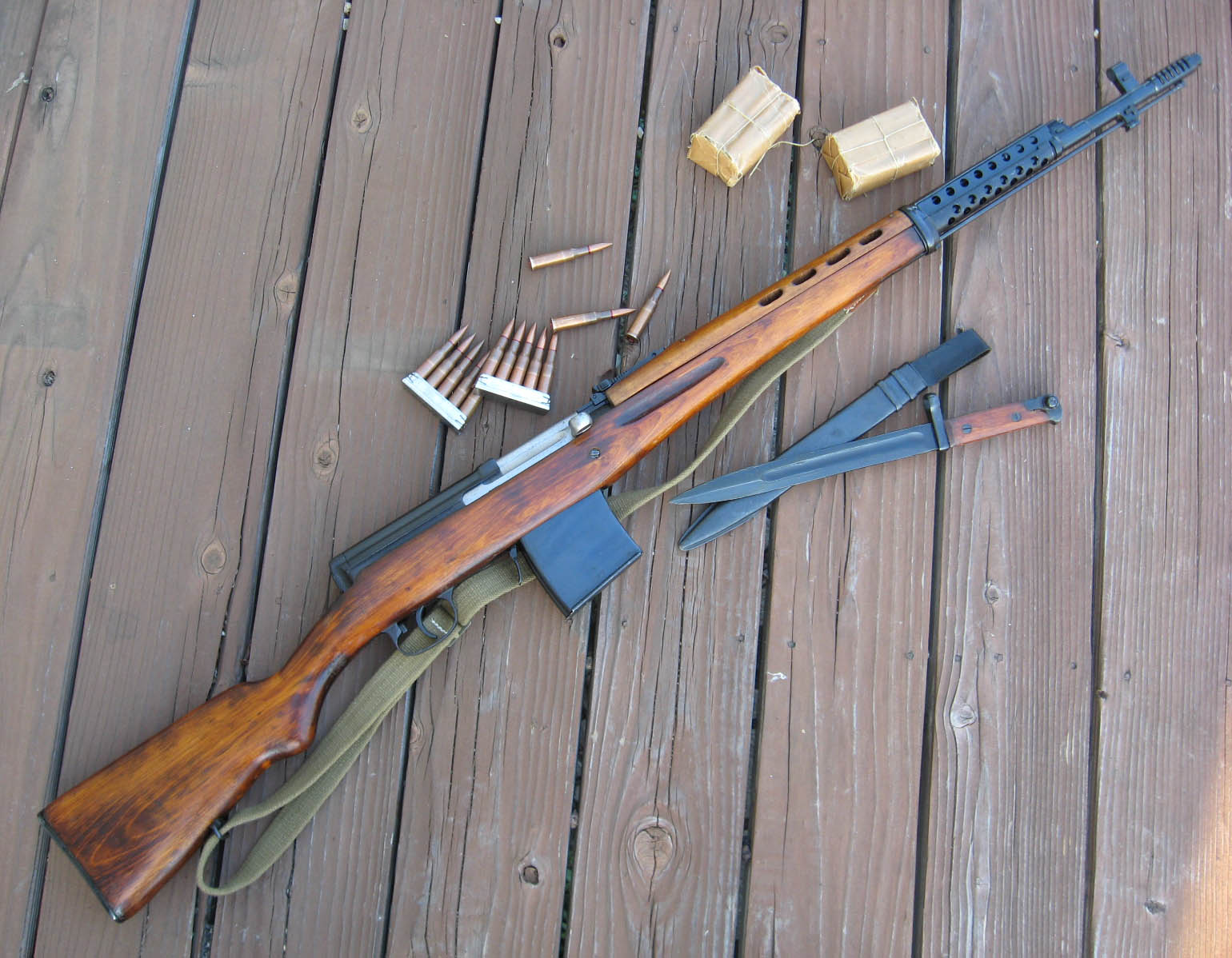
SVT-40

L'SVT 38 vide la sua prima prova di combattimento nella Guerra d'inverno del 1939-1940 con la Finlandia. La reazione iniziale della truppe al nuovo fucile fu negativa, infatti era troppo lungo, scomodo, richiedeva accurata manutenzione e il caricatore scivolava fuori dall'arma. La produzione dell'SVT-38 fu perciò interrotta nell'aprile 1940 dopo 150.000 esemplari. Subito dopo entrò in produzione l'SVT-40, che manteneva lo schema di base del SVT-38 ma con un generale irrobustimento che lo metteva in grado di sopportare l'uso sul campo. Era inoltre dotato di un fermo del caricatore più robusto, snodato e manovrabile anche con i guanti. Il copricanna anteriore era in un singolo pezzo e l'arma era dotata di attacco per baionetta (che nel SVT-38 non è presente) e di bacchetta per la pulizia (alloggiata nell'astina sotto la canna e non più all'esterno). Altre semplificazioni furono volte a velocizzarne la produzione in serie. La prima fabbrica a produrre l'arma fu l'arsenale di Tula nel giugno 1940, seguita a ruota da Izhmash e Podol'sk.
La produzione del Mosin-Nagant M91/30 tuttavia non cessò e anzi rimase l'arma principale dell'esercito sovietico, essendo molto più rapido ed economico da produrre; mentre l'SVT-40 veniva fornito ai sottufficiali, la cui maggiore esperienza si conciliava con le necessità di manutenzione dell'arma. Dato che le fabbriche avevano già avuto esperienza con l'SVT-38, la produzione del nuovo fucile si presentò subito più rapida, con 70.000 esemplari costruiti nel 1940.

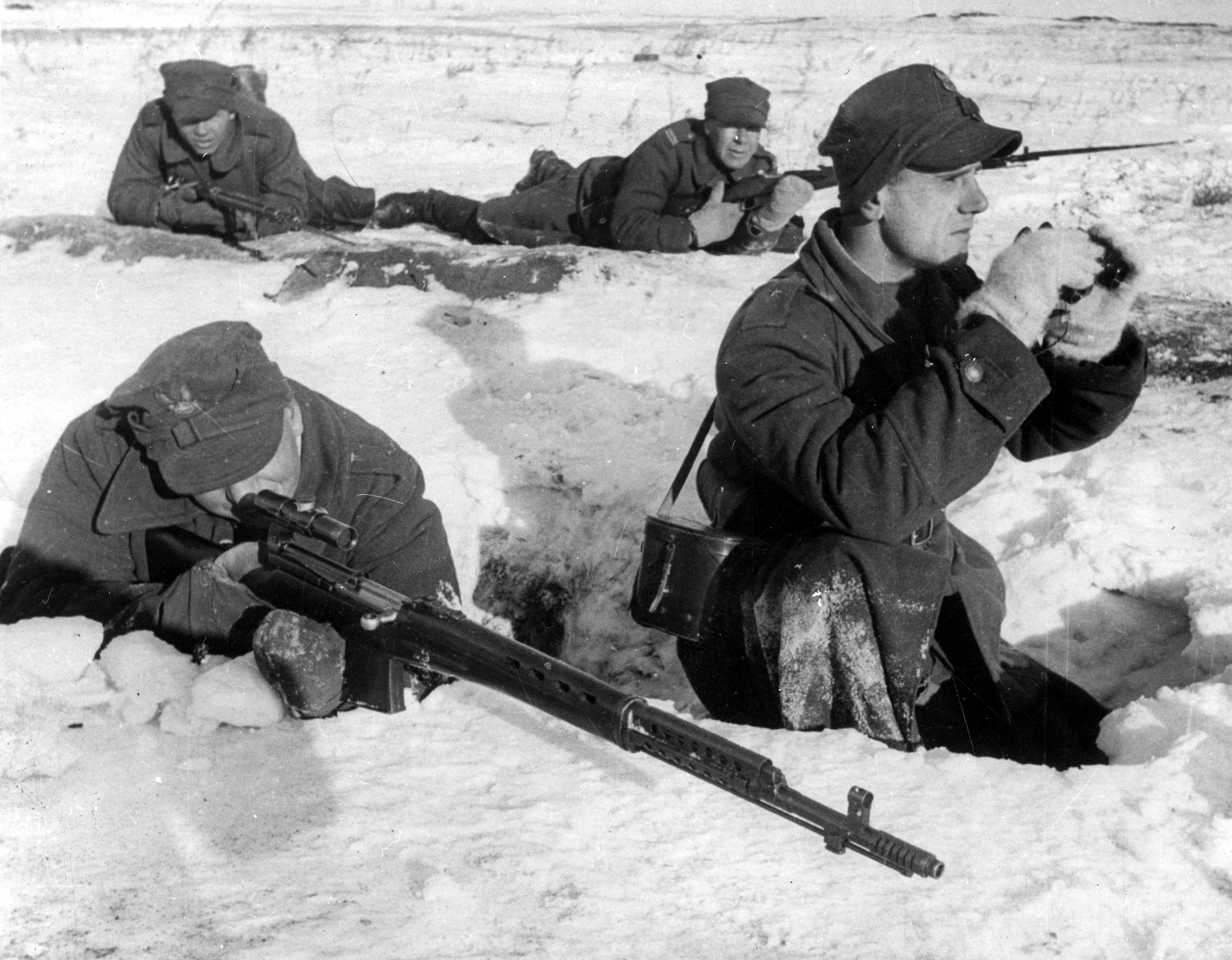
Soldati dell'Armata polacca, agli ordini del generale Władysław Anders, in addestramento in URSS nel 1942.
Si nota chiaramente un SVT 40 in versione da tiratore scelto equipaggiato con un'ottica PU36 da 3,5x in mano al soldato in primo piano.I soldati dietro di lui sono armati con fucili Mosin Nagant.
Dopo l'aggressione tedesca del 1941 i militari polacchi presi prigionieri dall'Armata Rossa nel 1939 vennero scarcerati ed equipaggiati con armamento sovietico per combattere contro la Wehrmacht.

### Impiego operativo
Quando partì l'Operazione Barbarossa nel giugno 1941, l'SVT-40 era già largamente usato nell'Armata Rossa. In ogni reggimento sovietico (secondo i piani previsti) un terzo dei fucilieri doveva essere armato di SVT-40, ma nella pratica i fucili erano distribuiti casualmente. I primi mesi di guerra furono disastrosi per i russi e migliaia di SVT-40 vennero catturati dalla Wehrmacht. Per far fronte rapidamente alle perdite, la produzione del Mosin-Nagant venne riportata a pieno regime: infatti, l'SVT risultava troppo costoso per essere prodotto rapidamente e troppo complicato per soldati senza addestramento; e i mitra, quali il PPŠ-41, avevano provato la loro capacità di incrementare la potenza di fuoco dei reparti di fanteria ed erano molto più facili ed economici da produrre. Questo portò al graduale decremento della produzione di SVT-40: nel 1941 erano stati prodotto oltre un milione di SVT, ma lo stabilimento di Iževsk cessò la produzione dell'arma in favore del vecchio Mosin-Nagant. Nel 1942 la produzione calò a soli 264.000 esemplari, e la produzione continuò a calare fino all'ordine di cessazione definitivo di produzione nel gennaio 1945. La produzione totale di SVT-40 e SVT-38 ammonta a circa 1.600.000 unità (che includono 51.710 esemplari da tiratore scelto).
I resoconti dell'epoca parlano in modo discorde del SVT-40: i militari sovietici lo trovavano robusto, potente e preciso ma anche complesso e bisognoso di manutenzione costante, a causa del meccanismo a presa di gas che poteva intasarsi. Negli scontri ravvicinati era scomodo e sbilanciato a causa della sua lunghezza e i suoi utenti lo sostituivano appena possibile con un PPSh-41, disponibile peraltro in enormi quantità. I militari sovietici rimproveravano all'arma anche l'eccessiva vampa di volata e la deflagrazione, che il freno di bocca/spegnifiamma non bastava ad attenuare.
Molto di più lo apprezzarono i tedeschi, che reimpiegarono tutti i SVT-38 e SVT-40 che riuscirono a catturare e li designarono rispettivamente Selbstladegewehr 258 (r) e 259 (r); ne ebbero un'alta opinione, poiché si adattava molto meglio alle loro dottrine tattiche che prevedevano il tiro preciso da distanze medio-lunghe. Occorre dire anche che i soldati della Wehrmacht, in media, erano ben più addestrati di quelli dell'Armata Rossa.
In servizio, l'SVT manifestò spesso la tendenza a disperdere verticalmente i colpi. Per un fucile di precisione, questa tendenza era inaccettabile e la produzione di versioni adibite ai reparti di tiratori scelti venne interrotta nel 1942. Allo stesso tempo le fabbriche cessarono di stampare le scine per ottiche sui castelli.

## Varianti
Venne anche tentata una variante automatica dell'arma, nota come AVT-40. Esternamente simile all'SVT-40, con l'unica differenza che la sicura agiva anche da selettore di fuoco. A lungo si è parlato di caricatori speciali da 15 o 20 colpi per tale arma, ma le voci rimangono senza conferma data la non esistenza di alcun esemplare al mondo. Tuttavia, anche la prova dell'ATV-40 si rivelò insoddisfacente: risultava difficile (quando non impossibile) mantenere stabile l'arma durante il fuoco automatico e il fucile aveva la tendenza a rompersi internamente a causa del forte stress cui le meccaniche erano sottoposte. La produzione cessò poco tempo dopo. A lungo si è parlato anche di una speciale versione carabina dell'arma (denominata SKT-40), ma anche questa voce rimane senza conferma vista l'assenza di esemplari dell'arma. In seguito venne anche proposto un prototipo camerato per il 7,62 × 39 mm ma non venne mai accettato.

## L'SVT al di fuori dell'Unione Sovietica
Il primo paese straniero ad usare l'SVT-38 fu la Finlandia, che catturò un quantitativo di circa 4.000 fucili durante la Guerra d'inverno e 15.000 fucili SVT-38 e 40 durante la Guerra di continuazione. Il fucile fu largamente impiegato, sebbene i malfunzionamenti (già di per sé presenti nell'arma originale) erano aggravati dall'uso di munizioni non compatibili e da errate regolazioni del sistema di gas. Le potenze dell'Asse catturarono centinaia di migliaia di SVT-40 durante l'offensiva sul fronte orientale. Dato che i Tedeschi erano a corto di armi semi-automatiche, molti SVT-40, ridenominati dalla Wehrmacht G 259(r), videro largo uso in seno alle armate tedesche. In effetti i tedeschi apprezzarono l'arma ben più dei sovietici, poiché consentiva una maggiore cadenza di tiro sulle lunghe distanze rispetto ai loro fucili Mauser Kar98k. Studi sulla meccanica dell'SVT portarono i tedeschi allo sviluppo del G 43.

## Caratteristiche tecniche

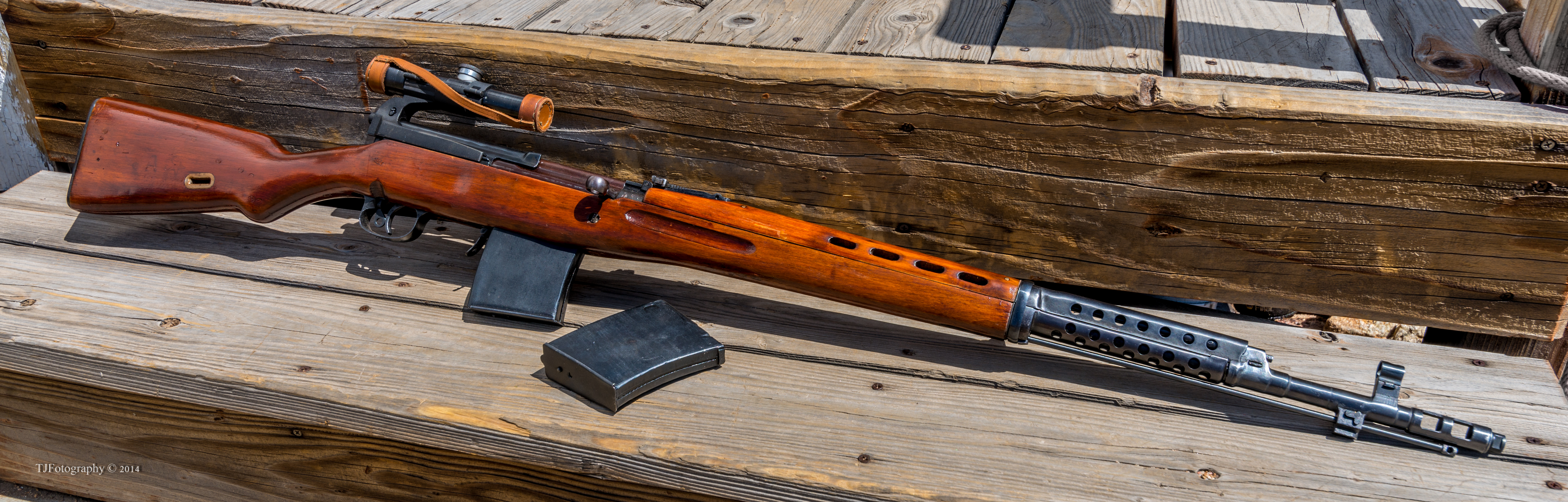
Fucile SVT-40 prodotto a Tula nel 1941 in configurazione tiratori scelti, con ottica e caricatori di riserva.

Il SVT-40, come il SVT-38 funziona secondo il principio della sottrazione di gas con pistone a corsa corta: sulla canna è montata una valvola di presa attraverso la quale i gas prodotti allo sparo entrano in un cilindro e spingono all'indietro un pistone, costituito da un'asta di acciaio dall'estremità rastremata; questo scorre all'indietro e la sua estremità posteriore colpisce il portaotturatore obbligandolo a retrocedere, espellere il bossolo sparato, riarmare il cane e comprimere la molla di recupero che lo risospinge in avanti: l'otturatore sfila così una nuova cartuccia dal caricatore e la inserisce in culatta. Il tiratore può quindi premere il grilletto, che disconnette il cane il quale colpisce il percussore interno all'otturatore, e il ciclo di sparo si ripete. Ovviamente il primo colpo deve essere camerato manualmente, agendo sull'otturatore tramite la leva di armamento. Quanto alla chiusura, è assicurata da un otturatore oscillante con due tenoni simmetrici frontali, che scorre in due guide inclinate ricavate nel portaotturatore: questo, infatti, rincula per primo, e solo quando le guide abbassano l'otturatore che quest'ultimo si sgancia dalla culatta e rincula a sua volta. Il sistema rettilineo descritto è semplice ed efficace, poiché fa a meno di ruotare e di bloccarsi in culatta e quindi è intrinsecamente più rapido e facile da azionare.
La valvola di presa gas è regolabile su 4 posizioni, per consentire il funzionamento anche quando l'arma è molto sporca dai residui della combustione; alla volata della canna è applicato uno spegnifiamma a 6 fori che nelle intenzioni di Tokarev doveva servire anche ad attenuare la vistosa vampa di volata; all'atto pratico si rivelò poco efficace.
Il caricatore è ad astuccio da 10 colpi ed è amovibile tramite la leva di sgancio (snodata e ripiegabile per evitare sganci accidentali) collocata davanti al ponticello del grilletto. Può essere riempito anche montato sul fucile, tramite le lastrine del fucile Mosin-Nagant. Caratteristica interessante dell'arma è che l'elevatore del caricatore, quando questo è vuoto, intercetta un'appendice dell'otturatore bloccandolo in apertura, segnalando così che l'arma è scarica. Un elemento piuttosto avanzato, per l'epoca.
Le mire sono costituite da un alzo a tangente, montato sulla culatta, graduato da 200 a 1.500 metri, e un mirino anteriore a palo protetto da un tunnel antiriflesso. Degne di nota sono le guide per l'ottica di puntamento, fresate sui due lati del fusto, sopra la calciatura. La sicura è una levetta a bandiera sul lato destro del grilletto: azionata col pollice, si piazza proprio dietro al grilletto bloccandolo, e per essere rimossa va spinta in alto con l'indice del tiratore.
Quanto alla bontà del progetto, gli esperti non hanno dubbi: quanto ad affidabilità e prestazioni, il fucile sovietico non ha nulla da invidiare a nessun fucile semiautomatico coevo. La cartuccia potente e precisa gli conferisce un'ottima balistica, e il fatto che utilizzi senza problemi di alimentazione una cartuccia con bossolo flangiato (cioè a fondello con collarino sporgente, teoricamente non adatta ad armi semiautomatiche) testimonia a favore dell'ottimo lavoro fatto da Fëdor Tokarev. Rispetto al molto più blasonato Garand M1 è certo più ingombrante ma presenta anche il caricatore amovibile.

## Eredità
Dopo la guerra, gli SVT rimanenti furono ritirati dal servizio attivo e riconvertiti negli arsenali, quindi stoccati. Armi più avanzate, quali l'AK-47, la carabina SKS e il più tardo Dragunov, resero ormai obsoleto l'SVT che venne definitivamente ritirato dal servizio nel 1955. Solo pochi esemplari vennero esportati nei paesi alleati dell'URSS: furono usati, ad esempio, a Cuba durante la rivoluzione. La Finlandia ritirò l'SVT nel 1958 e circa 7.500 fucili vennero venduti per il mercato civile americano attraverso la Interarms. In Unione Sovietica i fucili vennero tenuti da parte fino agli anni novanta quando si decise di venderli come surplus bellico. Il fucile è molto amato dai collezionisti per la facilità di reperimento del munizionamento, una discreta estetica, valore storico non indifferente e il rinculo non troppo forte in sparo.
Nonostante il suo breve servizio, l'SVT fu un'arma prolifica nel fronte orientale durante la guerra e fornì l'ispirazione per diversi fucili sia durante che dopo la guerra. Il G 43 tedesco venne pesantemente influenzato dall'SVT-40 sovietico così come la carabina SKS di Simonov nel dopoguerra. Il FAL (e anche il suo predecessore, l'FN-49) utilizzavano un sistema di chiusura e azionamento simile a quello dell'SVT, sebbene come già detto, la cosa sembra essere una pura coincidenza.
La causa principale che portò all'abbandono dell'SVT-40 non furono i suoi difetti, tutti i fucili semiautomatici dell'epoca ne avevano, ma il fatto che nello stesso tempo impiegato a produrre un SVT si potevano produrre diversi esemplari di altre armi altrettanto efficaci (soprattutto in un paese che aveva una richiesta di armi enorme come l'Unione Sovietica). Il SVT-40 richiedeva esperienza, e l'esperienza richiedeva tempo: proprio ciò che l'Unione Sovietica non aveva. Semplicemente, l'Armata Rossa decise che l'SVT-40 non era ciò di cui aveva bisogno: e venne pertanto data la priorità alla produzione dei molto più semplici, economici ed efficaci moschetti automatici PPSh-41 e pistole mitragliatrici come la PPS-43, che oltre ad essere molto più gradite dalle truppe, rispondevano molto meglio allo scopo di aumentare la potenza di fuoco delle armate sovietiche.

## Utilizzatori
- Afghanistan
- Albania
- Bulgaria (usato dalla Guardia Nazionale)
- Cuba
- Egitto
- Finlandia (esemplari catturati durante la Guerra d’inverno)
- Germania Nazista (esemplari catturati durante l'invasione dell'URSS)
- Corea del Nord
- Repubblica Popolare Cinese (usato dal PLA)
- Unione Sovietica
- Vietnam
- Jugoslavia